# Macromitrium swainsonii
Macromitrium swainsonii är en bladmossart som beskrevs av Bridel 1826. Macromitrium swainsonii ingår i släktet Macromitrium och familjen Orthotrichaceae. Inga underarter finns listade i Catalogue of Life.